# Królowa Śniegu (film 1995)
Królowa Śniegu (ang. The Snow Queen) – brytyjski film animowany z 1995 roku wyreżyserowany przez Martina Gates'a. Oparty na motywach z powieści Hansa Christiana Andersena pod tym samym tytułem. Kontynuacją filmu jest Zemsta Królowej Śniegu z 1996 roku.

## Obsada
- Helen Mirren jako Królowa Śniegu
- Ellie Beaven jako Ellie
- Damian Hunt jako Tom
- Hugh Laurie jako Ćwirek (ang. Peeps)
- Gary Martin jako Dimly
- Julia McKenzie jako Freda
- David Jason jako Eryk (ang. Eric)
- Colin Marsh jako Baggy
- Russell Floyd jako Wardrobe
- Scarlett Strallen jako Księżniczka Amy
- Julia McKenzie jako Mabal Yana/Freda
- Rik Mayall jako Król Złodziei
- Imelda Staunton jako Angorra
- Richard Tate jako Les
- Imelda Staunton jako Ivy/Angorra
- Rowan d’Albert jako Książę Sherman

## Wersja polska
W Polsce film został wydany na kasetach VHS z polskim dubbingiem przez Warner Bros. Poland.

Opracowanie i udźwiękowienie wersji polskiej: Studio Sonica

Wystąpili:
- Jakub Truszczyński – Kaj
- Jolanta Wołłejko – Babcia
- Krzysztof Tyniec – Ćwirek
- Mieczysław Morański – Eryk
- Roman Szafrański – Baggy
- Marek Frąckowiak – Wardrobe
- Andrzej Gawroński – Les
- Mirosława Krajewska – Mabal Yana
- Henryk Łapiński
- Wojciech Paszkowski
- Kacper Kuszewski – Dimly

i inni
Lektor: Krzysztof Kołbasiuk